# American Bible Society
La American Bible Society (Sociedad Bíblica Estadounidense) es una organización sin fines de lucro, con sede en los Estados Unidos, que publica y distribuye traducciones interconfesionales de la Biblia cristiana y proporciona ayudas para el estudio y otras herramientas para ayudar a las personas a participar en ella. Fundada el 11 de mayo de 1816 en la ciudad de Nueva York, es más conocida por su Traducción de las Buenas Nuevas de la Biblia, escrita en la lengua vernácula contemporánea. La American Bible Society también publica la versión en inglés contemporáneo.

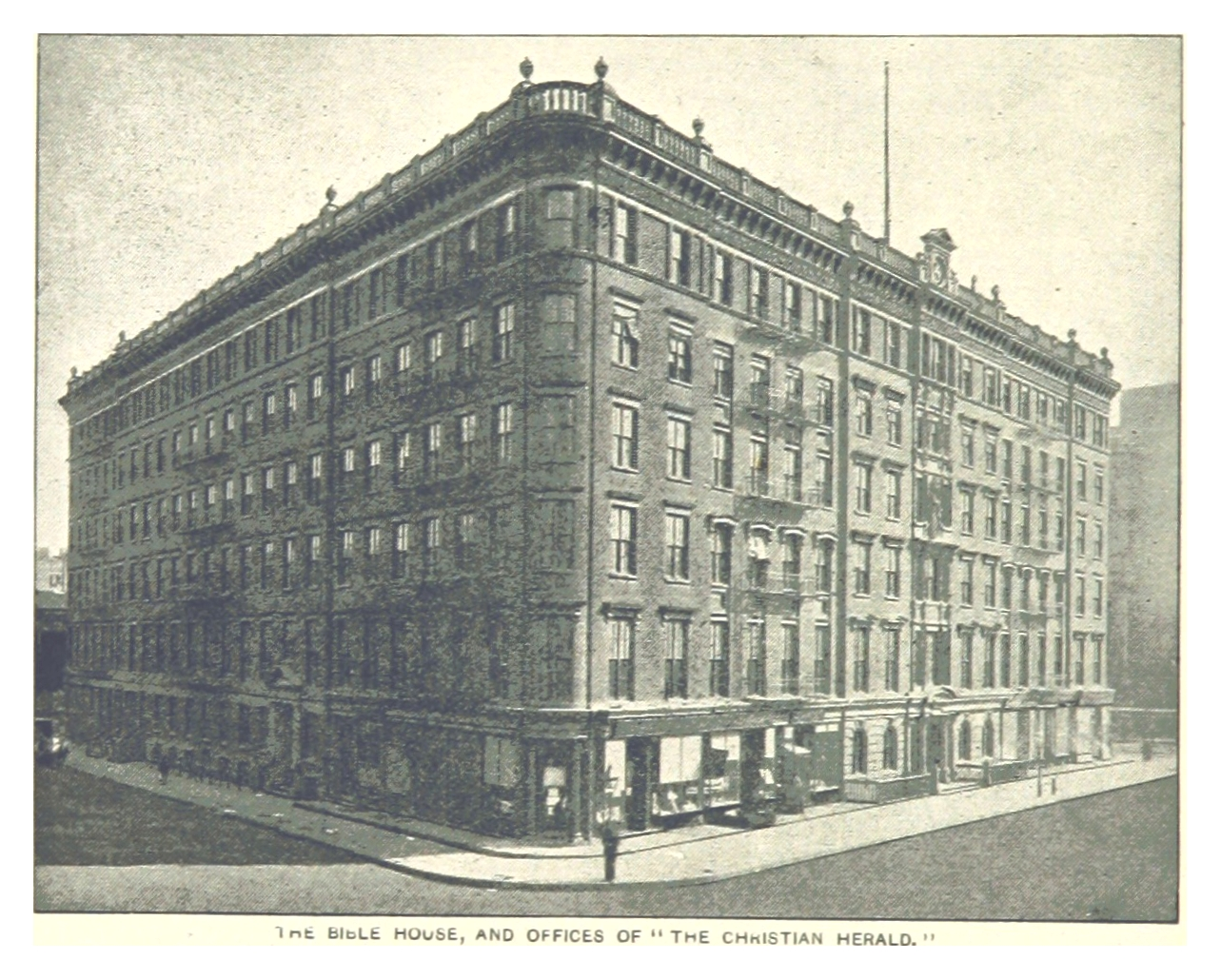
La Casa de la Biblia y las oficinas del Christian Herald, construido en 1853, visto aquí 1893, demolido en 1956

La Sociedad Bíblica de América es miembro de Sociedades Bíblicas Unidas, del Foro de Agencias Bíblicas Internacionales, de Every Tribe Every Nation y no está afiliada a ninguna denominación. Sin embargo, no considera cristianos a los mormones ni a los testigos de Jehová.
La sede de la Sociedad Bíblica Estadounidense se trasladó de 1865 Broadway en la ciudad de Nueva York a Filadelfia en agosto de 2015.

## Historia

### sigloXIX
La Sociedad Bíblica de América fue fundada en 1816 por prominentes protestantes estadounidenses. El primer presidente fue Elias Boudinot, quien había sido presidente del Congreso Continental de 1782 a 1783. John Jay, el primer presidente del Tribunal Supremo de los Estados Unidos, fue nombrado presidente en 1821, y varias personas ilustres como Frederick Theodore Frelinghuysen y Edwin Francis Hyde, expresidente de la Sociedad Filarmónica de Nueva York, encabezaron la organización. A través de los años. Francis Scott Key, el escritor del Himno Nacional de los Estados Unidos, fue vicepresidente de la organización desde 1817 hasta su muerte en 1843. La primera sede de la Sociedad Bíblica Estadounidense se encontraba en Nassau Street en el Bajo Manhattan.
La Sociedad Bíblica de América utilizó la Biblia King James y, de hecho, a partir de 1858 designó comités para asegurarse de evitar cualquier corrupción textual. La Sociedad Bíblica Estadounidense proporcionó las primeras Biblias en hoteles y las primeras Biblias de bolsillo para los soldados durante la guerra civil estadounidense. La primera traducción de la Sociedad Bíblica Estadounidense fue en 1818 al Lenape de Delaware, un idioma nativo americano.
En un incidente muy publicitado en ese momento, la ABS rechazó una donación ofrecida en 1834 por la American Anti-Slavery Society. El propósito era subsidiar la distribución de Biblias a los esclavos estadounidenses, aproximadamente una sexta parte de la población, ya que los abolicionistas creían que el conocimiento de la Biblia aceleraba el fin de la esclavitud. (Que la Biblia apoyaba la esclavitud fue mantenido por varios clérigos del sur). Si bien envió Biblias a Liberia para los ex esclavos allí, la ABS dejó la distribución doméstica en manos de sus auxiliares estatales, quienes se negaron a distribuir Biblias directamente a los esclavos. La Sociedad fue considerada en general como insuficientemente comprometida con la abolición de la esclavitud, hasta el punto que la Sociedad Antiesclavitud Estadounidense y Extranjera "decidió dar la mayor parte de su apoyo a la Sociedad Misionera Estadounidense, una organización que creía que estaba haciendo un 'sistemático esfuerzo' para llevar Biblias y tratados a los esclavos".
En 1852, mientras Theodore Frelinghuysen era presidente de la Sociedad Bíblica de América, se construyó la Casa de la Biblia, que ocupaba todo el bloque delimitado por las avenidas Tercera y Cuarta, Astor Place y Ninth Street en la ciudad de Nueva York. La sufragista y economista Virginia Penny ofreció una oficina de empleo para mujeres en la Casa de la Biblia y dio conferencias sobre los diferentes tipos de trabajos para mujeres en la ciudad de Nueva York. En 1920, era uno de los edificios de oficinas más antiguos de la ciudad.
La misión de la Sociedad Bíblica de América es hacer que la Biblia esté disponible para todas las personas y con ese fin, durante el siglo XIX, se llevaron a cabo cuatro lienzos de los Estados Unidos con este propósito. Estos lienzos tuvieron lugar en 1829, 1856, 1866 y en 1882. Durante el cuarto escrutinio, en 1882, se visitaron más de 6,3 millones de familias y se entregaron Biblias a 473,806 familias; además, casi 300.000 personas recibieron Biblias. La Sociedad Bíblica de América vendió 437,000 Escrituras y porciones en 1898 en China.

### sigloXX
En 1912, la American Bible Society publicó Biblias para su uso en los Estados Unidos en 83 idiomas, además, del inglés. La circulación extranjera aumentaba constantemente, pasando de 250.000 copias en 1876 a más de 2 millones de copias en 1915. Aunque la Sociedad Bíblica de América continúa publicando e imprimiendo Biblias con imprentas asociadas, dejó de imprimir Biblias en las imprentas propiedad de la propia organización en 1922. La Sociedad Bíblica Estadounidense celebró un siglo de servicio a China en 1934. El vicepresidente John R. Mott recordó que en 1833 la Sociedad Bíblica Estadounidense envió $ 3,000 a Elijah Coleman Bridgman, el primer misionero protestante estadounidense en China, para que imprimiera escrituras en chino. En 1934, la Sociedad Bíblica Estadounidense había gastado $ 2,897,383 en la distribución de casi 70 millones de volúmenes de Escrituras en China. Uno de los principales partidarios de la organización fue el filántropo, petrolero y ganadero Joseph Sterling Bridwell de Wichita Falls, Texas.
En 1998, la Sociedad Bíblica Americana pagó alrededor de $ 1,6 millones a Sony Music Entertainment para distribuir varias series cristianas para niños, incluidas Angel Wings y Kingsley's Meadow. En 1999, la organización lanzó su primer ministerio importante en Internet, ForMinistry.com, un creador web gratuito de iglesias. Las operaciones cesaron en 2013 después de 14 años de servicio a más de 180.000 iglesias y ministerios.

### sigloXXI

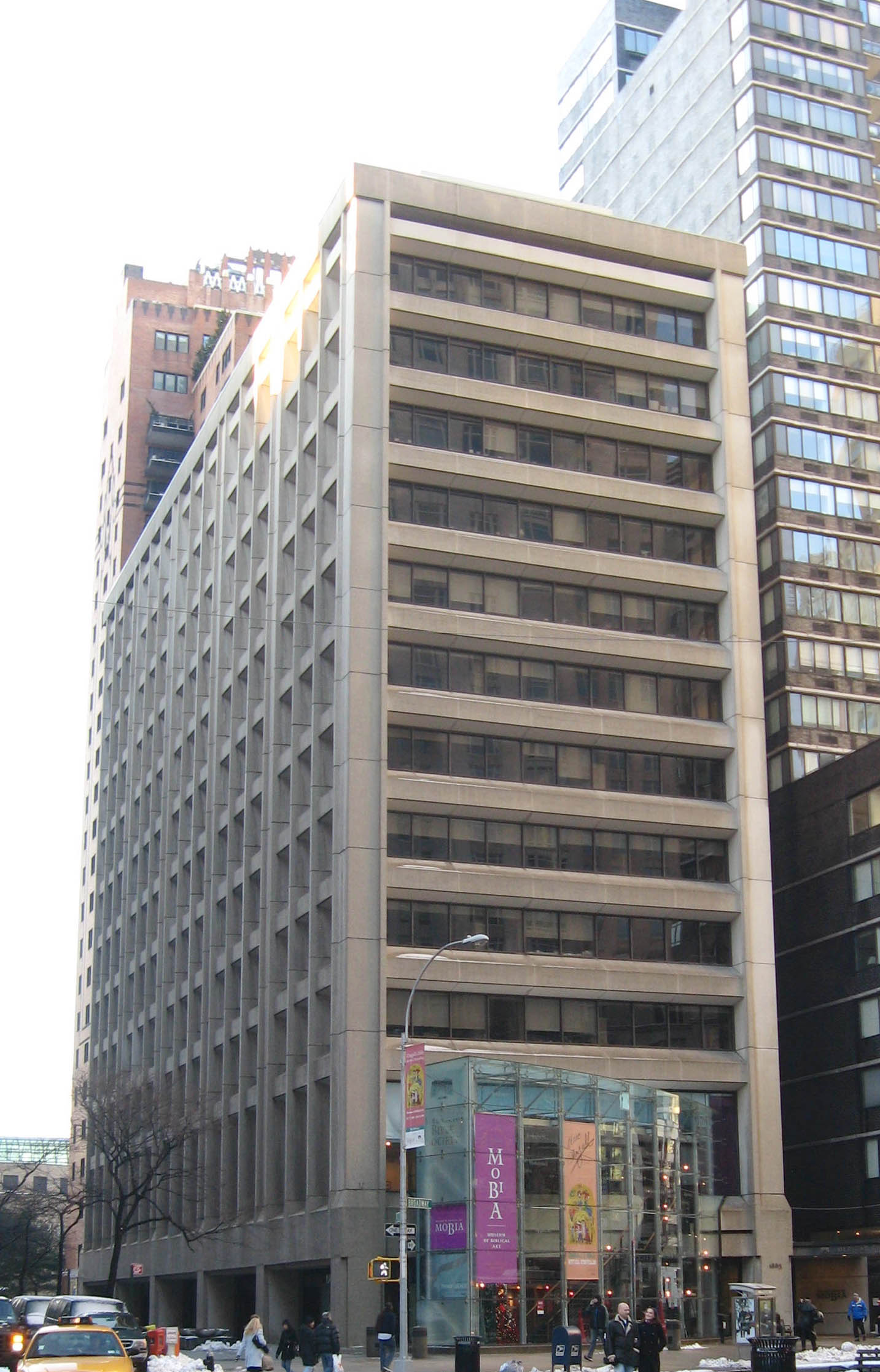
Antigua sede en la ciudad de Nueva York, demolida en 2016

A raíz de los ataques del 11 de septiembre, la Sociedad Bíblica de América distribuyó más de un millón de Escrituras y ofreció porciones descargables sin cargo a los afectados por la tragedia. Los miembros del personal también se ofrecieron como voluntarios en Ground Zero distribuyendo porciones de las Escrituras a los trabajadores de rescate. También ha mantenido su compromiso con el ejército, incluida la producción de una Biblia militar de bolsillo, desarrollada conjuntamente con la ayuda de capellanes católicos y protestantes de todas las ramas de las fuerzas armadas. Desde 1817, ha distribuido casi 60 millones de recursos bíblicos gratuitos a las fuerzas armadas de Estados Unidos. También proporciona Escrituras a las víctimas de desastres naturales.
Después del tsunami de 2004, la Sociedad Bíblica de América trabajó en cooperación con las Sociedades Bíblicas Unidas y Sociedades Bíblicas asociadas en Tailandia, Indonesia, India y Sri Lanka para proporcionar una gran cantidad de recursos bíblicos a las personas en las regiones afectadas. En 2005, envió casi un millón de Biblias y pasajes de las Escrituras a quienes sobrevivieron a la devastación del huracán Katrina . La Sociedad Bíblica de América  se asoció con Habitat for Humanity para dar una Biblia gratis a cada uno de sus nuevos propietarios en los Estados Unidos.
En 2007, la Sociedad Bíblica de América se asoció con el Ejército de Salvación para promover la alfabetización con su programa Misión: Alfabetización.
En 2008, la Sociedad Bíblica de América publicó su primera Biblia políglota y presentó una copia especialmente encuadernada al Papa Benedicto XVI. El texto se imprimió en cinco idiomas: hebreo, griego, latín, inglés y español.
En 2010, la American Bible Society lanzó una nueva herramienta de búsqueda de la Biblia, un motor web sin publicidad que busca en diez traducciones de la Biblia y se dirige a los "curiosos de la Biblia" y a los creyentes protestantes, católicos y ortodoxos. También en 2010, la Sociedad Bíblica de América lanzó el ministerio de Sanación de Trauma basado en la Biblia en una zona de guerra en África Oriental.
En 2013, la Sociedad Bíblica de América y las Sociedades Bíblicas Unidas lanzaron la Biblioteca Bíblica Digital, un repositorio que alberga copias digitales de traducciones de la Biblia y hace que los textos estén disponibles para su reutilización en cualquier plataforma de medios. Doug Birdsall también fue designado en 2013 como presidente y director ejecutivo.
En 2014, la Sociedad Bíblica de América contrató a ICANN para operar el registro del TLD ".bible". La disponibilidad de los nombres de dominio ".bible" acelerarán la participación mundial de la Biblia en línea. El primer sitio en lanzarse fue American.Bible en septiembre de 2015, lo que hace que el mensaje de la Biblia sea accesible para las personas de una manera que se adapte a sus vidas digitales. En 2014, Roy Peterson sucedió a Doug Birdsall, habiendo servido anteriormente como presidente de Seed Company y Wycliffe Bible Translators.
En 2015, la American Bible Society anunció que había vendido 1865 Broadway a AvalonBay Communities por US $ 300 millones y se mudaría a una nueva ubicación en Filadelfia, alquilando 100,000 pies cuadrados en 401 Market Street.
En diciembre de 2017, la Sociedad Bíblica Estadounidense presentó la Afirmación de la comunidad bíblica, una política para los empleados que requiere que el personal se alinee en torno a un conjunto básico de creencias y prácticas cristianas. La organización fue criticada porque la política excluye a las personas que eran homosexuales, afirmando que tenían que estar de acuerdo en que el matrimonio era entre un hombre y una mujer, o heterosexuales solteros que vivían juntos, afirmaba que tenían que aceptar no tener relaciones sexuales hasta que se casaran. Si bien la organización perdió el 20 por ciento de su fuerza laboral en 2018, según la Sociedad Bíblica Estadounidense, ese 20 por ciento del personal de la organización se fue en respuesta a la Afirmación. El liderazgo de la organización intenta explicar que el 20% de deserción en 2018 fue consistente con los totales anuales, pero no pudo demostrar que en el año 2017 sufrieron una pérdida del 20% en el personal antes de la nueva política de Afirmación.
El 28 de octubre de 2019, la Sociedad Bíblica Estadounidense anunció la jubilación del presidente Roy Peterson. Ocupó el cargo desde 2014. Robert Briggs fue anunciado como presidente y director ejecutivo interino. El 23 de junio de 2020, el Consejo de Administración nombró a Robert L. Briggs como presidente y director ejecutivo permanente.

### Museos

#### Centro de descubrimiento Faith & Liberty
El Faith & Liberty Discovery Center es un nuevo museo en construcción en Independence Mall.
El proyecto estaba originalmente programado para comenzar a construirse en la primavera de 2017 y abrirse en el otoño de 2018. El Faith & Liberty Discovery Center celebró un evento innovador retrasado en diciembre de 2018. El Centro ahora espera abrir en 2021 y venderá boletos por $ 10 para adultos y $ 8 para niños de 7 a 17 años.
Si bien la cobertura de los medios cita a citas de los líderes de la Sociedad Bíblica Estadounidense de que la FLDC "... será una experiencia emocionante para personas de todas las religiones y orígenes", el propio sitio web de la Sociedad Bíblica Estadounidense indica que buscan convertir a los visitantes y esperan que el museo "despertará la curiosidad en cada visitante para preguntarse: '¿Qué diferencia puede hacer la Biblia en mi vida hoy?'".
Durante el fin de semana del 1 de marzo de 2019, en la oscuridad de la noche, White Water, una obra maestra de 40 pies de largo y 16 pies de alto de escultura geométrica de acero inoxidable de 1978 de Robinson Fredenthal fue trasladada de la sede de la American Bible Society. La pieza fue encargada para su ubicación en 401 Market Street por el Programa de Porcentaje de Arte de la Autoridad de Reurbanización de Filadelfia, que exigía un cierto porcentaje de los costos de construcción para un desarrollo que involucraba propiedad de la ciudad para destinarlo al arte público. A pesar de enviar White Water a otro lugar, el sitio no carecerá de arte público. Los planes para Faith & Liberty Discovery Center incluyen una escultura icónica de dos pisos de tres superficies entrelazadas. Las superficies representan los tres documentos esenciales para la fundación de los Estados Unidos: la Declaración de Independencia, la Constitución de los Estados Unidos y la Biblia. Los valores centrales de estos documentos están grabados en los bordes de la escultura, simbolizando la relación inseparable.

#### Museo de Arte Bíblico
El Museo de Arte Bíblico, era una organización independiente pero afiliada y estaba ubicado en el edificio de la Sociedad Bíblica Americana en 1865 Broadway, en Nueva York. Ha cerrado.

## Colección de Escrituras Raras

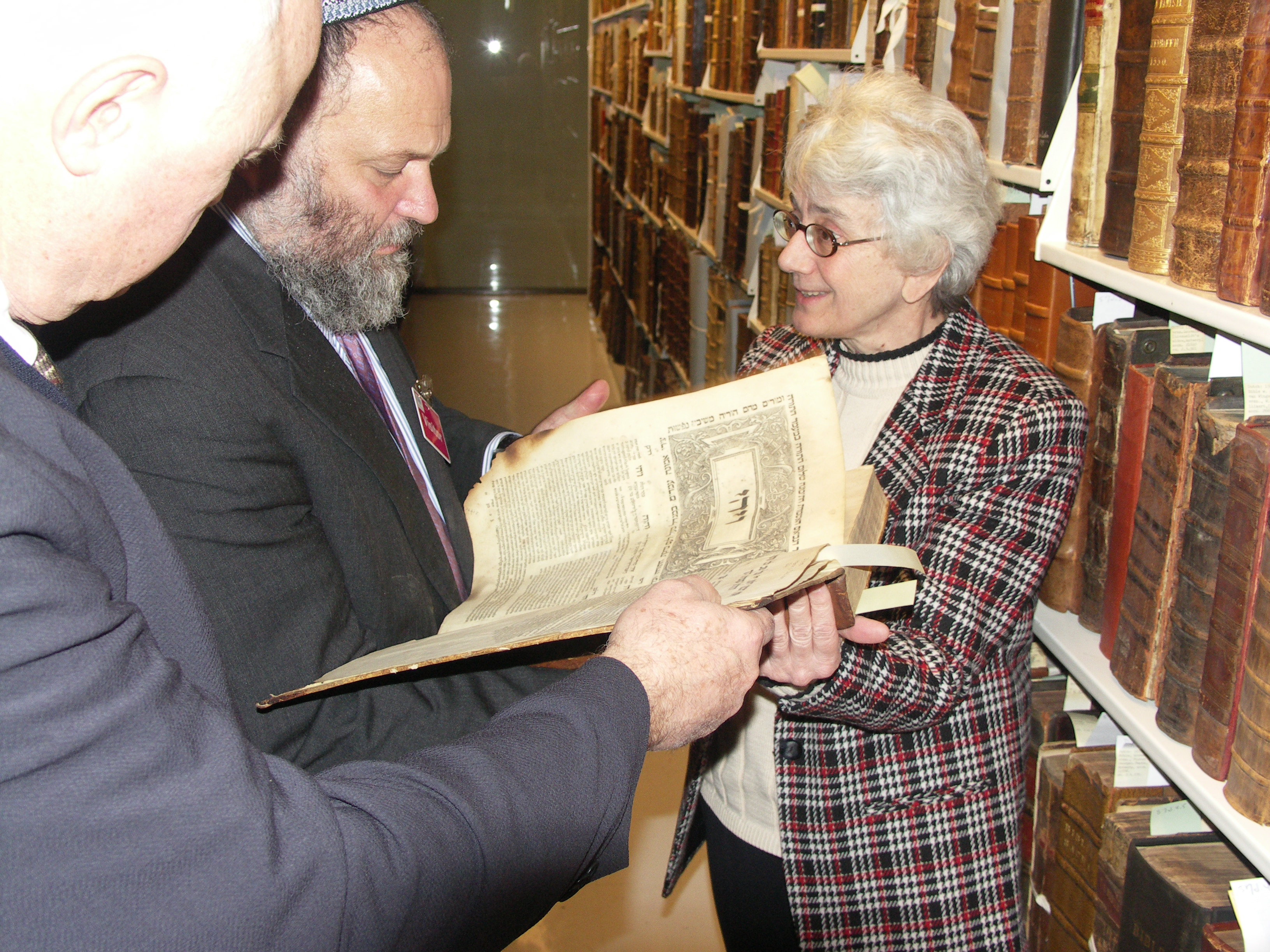
Israel MK Effie Eitam revisando una Biblia hebrea del en la Biblioteca Bíblica de la Sociedad Bíblica Estadounidense con la Dra. Liana Lupas.

La Sociedad Bíblica de América tiene una colección de Escrituras de más de 45 000 volúmenes, una de las colecciones de Biblias más grandes del mundo, que incluye una serie de ediciones interesantes y valiosas de Biblias antiguas e históricas que se remontan a la edición de Gutenberg, de la cual la Sociedad Bíblica Estadounidense tiene varias páginas bajo protección. La colección contiene ediciones de escrituras en todos los idiomas, de muchos países y regiones y abarca casi seis siglos y es la segunda colección más grande de libros religiosos, siendo el Vaticano la más grande. La Sociedad Bíblica Estadounidense a menudo encuentra y protege Escrituras encontradas, a veces incluso comprándolas en una subasta.

## Otras lecturas
- John Fea, The Bible Cause: A History of the American Bible Society. New York: Oxford University Press, 2016.
- Peter Wosh, Spreading the Word: The Bible Business in Nineteenth-Century America. Ithaca, NY: Cornell University Press, 1994.